# Emilio Roig de Leuchsenring
Emilio Roig de Leuchsenring (La Habana, 23 de agosto de 1889-La Habana, 8 de agosto de 1964) fue un historiador cubano. 

## Biografía
Se graduó de doctor en Derecho Civil y Notario en 1917. Se inició en el periodismo desde 1905. Dirigió o codirigió varias publicaciones. Perteneció a numerosas asociaciones nacionales e internacionales. Apoyó públicamente a los protestantes de la Protesta de los Trece en la Academia de Ciencias y se integró a la Falange de Acción Cubana.  Su bufete era el punto de reunión del Grupo Minorista. En 1924 Jorge Mañach lo consideraba el jefe de los minoristas. Fue el cronista de este movimiento regenerador. 
En 1935 fue designado primer «Historiador de la Ciudad de La Habana», cargo que mantuvo hasta su muerte, ocurrida en la propia capital el 8 de agosto de 1964. Fue esencialmente antimperialista y la mayor parte de su extensa bibliografía da cuenta de su voluntad de estudiar las diversas vías y los afanes de los Estados Unidos por adueñarse de la isla.
Fue sucedido por Eusebio Leal Spengler en 1967.

## Libros publicados
Entre sus libros figuran: 
- Historia de la Enmienda Platt.
- Una interpretación de la realidad cubana (1935)
- Cuba no debe su independencia a los Estados Unidos (1950)
- Martí antimperialista (1953).
- La Guerra Hispano Cubano Americana fue ganada por el lugarteniente general del Ejército Libertador Calixto García Íñiguez (1955)
- La iglesia católica y la Independencia de Cuba (1958)
- Máximo Gómez, el libertador de Cuba y el primer ciudadano de la República (1959)
- Hostilidad permanente de los Estados Unidos contra la independencia de Cuba (1960)
- Tradición antimperialista de nuestra Historia (1962)